# Divizia A 1946-1947
Sezonul 1946-1947 al Diviziei A a fost cea de-a 30-a ediție a Campionatului de Fotbal al României, și a zecea desfășurată în sistem divizionar. A început pe 25 august 1946 și s-a terminat pe 13 iulie 1947, fiind primul sezon desfășurat postbelic. ITA Arad a devenit campioana României pentru prima oară în istoria sa, la doi ani de la înființare.

## Rezumat
Inițial, Federația decisese reluarea campionatului din ediția 1947-1948, iar în acest sezon ar fi trebuit organizate campionate regionale, în baza cărora ar fi fost stabilite participantele în diviziile naționale. Însă, la 2 august 1946, a fost propusă reluarea imediată a campionatului divizionar, iar Biroul Federal extraordinar a confirmat decizia în aceeași zi. Au fost stabilite și cele 14 echipe participante: 4 din București, 2 din Cluj, una din Arad (desemnată direct ITA, considerată cea mai bună echipă românească a momentului), câte o echipă din centrele muncitorești Reșița și Petroșani, și câte una din Craiova, Timișoara, zona Târgu Mureș-Mediaș, Oradea, și zona Galați-Ploiești.
Pentru desemnarea participantelor, au fost disputate o serie de jocuri de baraj:
| Echipa 1              | Scor gen. | Echipa 2          | Tur   | Retur |
| --------------------- | --------- | ----------------- | ----- | ----- |
| Politehnica Timișoara | 2 – 4     | CFR Timișoara     | 1 – 1 | 1 – 3 |
| CA Oradea             | 9 – 3     | Crișana Oradea    | 8 – 2 | 1 – 1 |
| Universitatea Cluj    | 4 – 2     | Victoria Cluj     | 1 – 1 | 3 – 1 |
| Ferar Cluj            | 3 – 0     | Dermata Cluj      | 3 – 0 | 0 – 0 |
| CS Târgu Mureș        | 6 – 4     | Karres Mediaș     | 4 – 1 | 2 – 3 |
| Gloria Galați         | 1 – 6     | Prahova Ploiești  | 1 – 2 | 0 – 4 |
| FC Craiova            | 3 – 2     | CFR Turnu Severin | 3 – 0 | 0 – 2 |

Pentru București, cele patru echipe participante au fost desemnate primele patru clasate din campionatul capitalei, ediția 1945-1946: Carmen București, Ciocanul București, CFR București și Juventus București.

## Clasament
| Loc | Echipă               | Pct. | MJ | V  | E | Î  | GM | GP  | GA    | Calificare sau retrogradare         |
| --- | -------------------- | ---- | -- | -- | - | -- | -- | --- | ----- | ----------------------------------- |
| 1.  | UTA Arad (C)         | 44   | 26 | 20 | 4 | 2  | 94 | 35  | 2,686 | Campioana României                  |
| 2.  | Carmen București (X) | 33   | 26 | 14 | 5 | 7  | 90 | 44  | 2,045 | Exclusă                             |
| 3.  | CFR Timișoara        | 33   | 26 | 14 | 5 | 7  | 63 | 57  | 1,105 |                                     |
| 4.  | Juventus București   | 32   | 26 | 15 | 2 | 9  | 60 | 37  | 1,622 |                                     |
| 5.  | CFR București        | 31   | 26 | 13 | 5 | 8  | 64 | 32  | 2,000 |                                     |
| 6.  | Ferar Cluj           | 30   | 26 | 13 | 4 | 9  | 44 | 29  | 1,517 |                                     |
| 7.  | Ciocanul             | 30   | 26 | 12 | 6 | 8  | 57 | 40  | 1,425 |                                     |
| 8.  | CA Oradea            | 28   | 26 | 12 | 4 | 10 | 50 | 49  | 1,020 |                                     |
| 9.  | Știința Cluj         | 25   | 26 | 11 | 3 | 12 | 54 | 47  | 1,149 |                                     |
| 10. | CS Târgu Mureș       | 23   | 26 | 10 | 3 | 13 | 52 | 60  | 0,867 |                                     |
| 11. | UD Reșița            | 22   | 26 | 9  | 4 | 13 | 49 | 64  | 0,766 |                                     |
| 12. | Jiul Petroșani       | 18   | 26 | 7  | 4 | 15 | 39 | 67  | 0,582 |                                     |
| 13. | Prahova Ploiești (R) | 11   | 26 | 5  | 1 | 20 | 26 | 97  | 0,268 | Retrogradare în Divizia B 1947-1948 |
| 14. | FC Craiova (R)       | 4    | 26 | 2  | 0 | 24 | 23 | 113 | 0,204 | Retrogradare în Divizia B 1947-1948 |

| Câștigătorii Diviziei A, ediția 1946/1947 |
| ----------------------------------------- |
| ITA Arad Primul Titlu                     |

## Rezultate
| Oaspeți ► Gazde ▼                          | CFR | CFT | CAR | CIO | DER | CRA  | FER | ITA | JIU | JUV | LIB | PRA  | UDR | UCJ |
| ------------------------------------------ | --- | --- | --- | --- | --- | ---- | --- | --- | --- | --- | --- | ---- | --- | --- |
| CFR București                              | —   | 2–1 | 1–1 | 1–1 | 2–0 | 10–1 | 2–0 | 1–1 | 2–1 | 0–1 | 3–1 | 4–1  | 2–0 | 0–2 |
| CFR Timișoara                              | 2–1 | —   | 0–3 | 0–0 | 2–1 | 3–1  | 0–0 | 2–6 | 2–0 | 6–0 | 1–3 | 7–3  | 6–2 | 3–2 |
| Carmen                                     | 0–5 | 6–1 | —   | 6–2 | 6–1 | 6–0  | 1–0 | 5–2 | 2–2 | 3–3 | 3–3 | 13–0 | 1–1 | 0–1 |
| Ciocanul                                   | 2–0 | 6–0 | 0–6 | —   | 0–0 | 5–1  | 1–0 | 1–4 | 5–2 | 0–0 | 3–1 | 6–2  | 5–1 | 1–2 |
| Dermagant                                  | 3–2 | 5–1 | 2–3 | 0–3 | —   | 7–1  | 1–0 | 2–5 | 5–1 | 2–0 | 0–0 | 6–0  | 4–2 | 1–1 |
| FC Craiova                                 | 0–7 | 5–7 | 1–5 | 0–1 | 0–1 | —    | 2–3 | 0–5 | 0–1 | 0–1 | 1–4 | 0–1  | 7–2 | 1–4 |
| Ferar Cluj                                 | 2–1 | 0–0 | 3–2 | 2–1 | 3–0 | 2–0  | —   | 2–3 | 7–0 | 2–1 | 4–1 | 3–0  | 1–0 | 3–0 |
| ITA Arad                                   | 2–2 | 2–2 | 2–1 | 1–0 | 8–4 | 8–0  | 3–1 | —   | 4–1 | 2–0 | 5–1 | 1–0  | 6–2 | 4–0 |
| Jiul Petroșani                             | 1–8 | 0–1 | 1–3 | 3–3 | 7–2 | 4–0  | 1–0 | 1–6 | —   | 0–1 | 0–0 | 4–0  | 4–2 | 2–1 |
| Juventus                                   | 5–1 | 3–4 | 5–2 | 3–2 | 3–0 | 4–1  | 2–1 | 2–0 | 3–0 | —   | 4–1 | 11–0 | 1–2 | 2–3 |
| Libertatea Oradea                          | 1–1 | 1–3 | 3–1 | 0–3 | 2–1 | 9–0  | 4–0 | 1–5 | 2–0 | 1–0 | —   | 3–1  | 4–0 | 0–3 |
| Prahova Ploiești                           | 0–3 | 0–3 | 1–6 | 0–2 | 3–1 | 0–1  | 2–2 | 0–3 | 5–1 | 1–3 | 0–2 | —    | 3–0 | 3–2 |
| UD Reșița                                  | 3–0 | 3–3 | 3–2 | 3–2 | 4–0 | 6–0  | 0–0 | 1–1 | 3–2 | 0–1 | 3–6 | 4–0  | —   | 2–1 |
| U Cluj                                     | 0–3 | 2–3 | 1–3 | 2–2 | 1–3 | 7–0  | 1–3 | 3–5 | 0–0 | 3–1 | 4–2 | 6–0  | 2–0 | —   |
| Câștigă gazdele; Remiză; Câștigă oaspeții. |     |     |     |     |     |      |     |     |     |     |     |      |     |     |